# Dendrobium shiraishii
Dendrobium shiraishii là một loài thực vật có hoa trong họ Lan. Loài này được T.Yukawa & M.Nishida mô tả khoa học đầu tiên năm 1992.